# Сборная Кыргызстана по теннису в Кубке Билли Джин Кинг
Сборная Кыргызстана по теннису в Кубке Федерации — официальный представитель Кыргызстана в Кубке Федерации. Руководящий состав сборной определяется Федерацией Тенниса Кыргызстана.
Капитаном команды является Марат Тенизбаев (занимает этот пост с 2015 года).
В настоящее время команда участвует в турнире второй группы зоны Азия/Океания.

## История выступлений
Сборная дебютировала в турнире в 2003 году. Затем был сделан большой перерыв в выступлениях, закончившийся лишь в 2010 году. В течение этих 7 лет сборная неизменно играла во второй группе региональной зоны турнира. Сыграно командой 28 матчевых встреч (9 побед).
До 1993 года лучшие игроки сборной выступали в составе сборной СССР и СНГ.

## Рекордсмены команды
| Максимальное общее число побед               | 16-8 | Бермет Дуванаева                  |
| Максимальное число побед в одиночных матчах  | 11-4 | Бермет Дуванаева                  |
| Максимальное число побед в парных матчах     | 5-4  | Бермет Дуванаева                  |
| Лучшая пара                                  | 2-0  | Бермет Дуванаева / Ксения Палкина |
| Наибольшее число участий в матчевых встречах | 15   | Бермет Дуванаева                  |
| Наибольшее число лет в турнире               | 3    | Бермет Дуванаева                  |

## Последние 3 матча сборной
| Год  | Стадия                      | Место (покрытие)           | Соперник     | Участвовавшие игроки                            | Счёт |
| ---- | --------------------------- | -------------------------- | ------------ | ----------------------------------------------- | ---- |
| 2015 | Зона Азия/Океания. Группа 2 | Хайдарабад, Индия, хард(i) | Пакистан     | Сара Кунакунова Элиза Аскарова                  | 0-2  |
| 2015 | Зона Азия/Океания. Группа 2 | Хайдарабад, Индия, хард(i) | Туркменистан | Ансари Абилдаева Элиза Аскарова Сара Кунакунова | 0-3  |
| 2015 | Зона Азия/Океания. Группа 2 | Хайдарабад, Индия, хард(i) | Иран         | Сара Кунакунова Элиза Аскарова Ансари Абилдаева | 0-3  |